# Копчёнов, Дмитрий Константинович
Дмитрий Константинович Копчёнов (9 декабря 1939 — 11 ноября 2019) — советский хоккеист. Мастер спорта СССР.

## Биография
Родился 9 декабря 1939 года. Родители — выпускники Института имени Лесгафта Константин Логинович и Нина Павловна Копчёновы. Начал заниматься хоккеем в детской команде Института физкультуры, тренер Конников, затем — в команде Кировского завода. С 19 лет — игрок команды мастеров «Кировец». С 1961 года игрок СКА. Отыграл за клуб 10 сезонов, был капитаном. В сезоне 1970/71, когда СКА завоевал бронзовые медали, Копчёнов сыграл половину матчей и по нормативу  получил медаль. Но в решающих поединках не участвовал, собирался заканчивать карьеру и согласился с предложением тренера Николая Пучкова подарить медаль Александру Андрееву.
В чемпионатах СССР провёл около 460 матчей, забил 148 шайб.
Скончался 11 ноября 2019 года.